# Märchen Ōji Grimm
Märchen Ōji Grimm (メルヘン王子グリム?, Meruhen Ōji Gurimu) è un manga scritto e disegnato da Kizuku Watanabe e pubblicato su Weekly Shōnen Jump da febbraio a luglio 2011. I venti capitoli sono in seguito stati raccolti in due volumi tankōbon.

## Trama
Isobe Tatsuhiko, studente delle elementari, è innamorato della sua compagna Shirayuki Yui; lei sembra fuori dalla sua portata, poiché è una famosa idol. Un giorno il principe Grimm si presenta dal mondo delle fiabe per convincere Isobe a prendere il suo posto e sgravarsi così il peso di essere principe. Così Isobe comincia a trasformarsi: c'è solo un ostacolo, il desiderio di ottenere un bacio d'amore da Shirayuki.

## Personaggi
- Isobe Tatsuhiko
- Shirayuki Yui
- Principe Grimm